# Saturn (zeu)
Saturn (în latină Saturnus) era un zeu din mitologia romană, care patrona muncile agricole și roadele pământului. El a fost identificat de-a lungul timpului cu titanul Cronos, din mitologia greacă. În Evul Mediu el era cunoscut ca fiind zeul roman al agriculturii, justiției și dreptății; în mâna stângă avea o coasă, iar în mâna dreaptă avea spice de grâu. Numele mamei sale era Terra.
Soția lui Saturn era Ops (echivalenta romană a lui Rhea), zeița belșugului. Saturn a fost tatăl lui Ceres, Jupiter si Veritas, printre alții. Saturn avea templul în Forum Romanum, care conținea trezoreria regală.

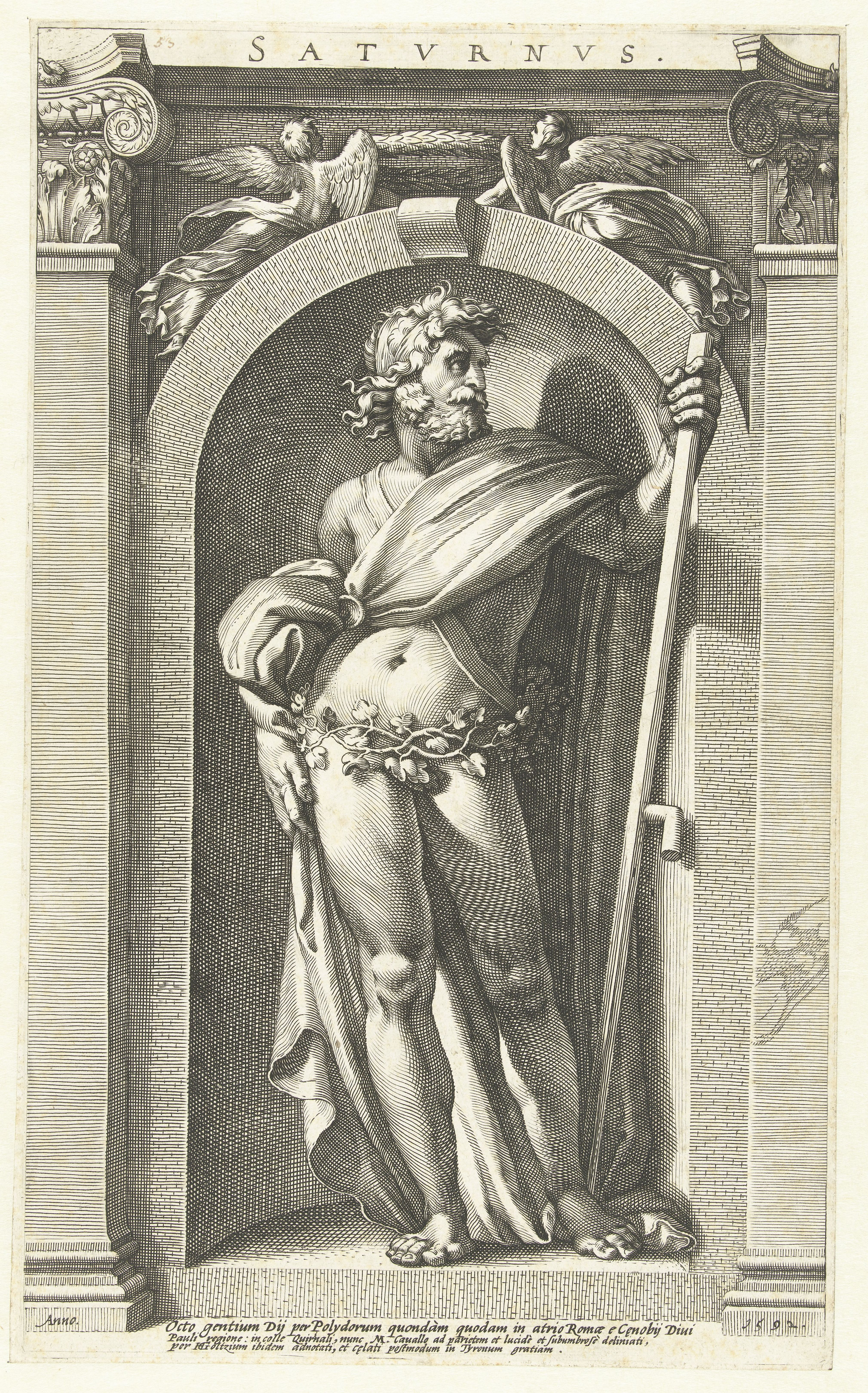
Saturnus, Caravaggio

## Concept târziu
Saturn este adesea confundat cu divinitatea greacă Cronos. În Teogonia lui Hesiod, o carte mitologică despre crearea universului și nașterea lui Zeus, Saturn este menționat ca fiind fiul lui Caelus (echivalentul roman al lui Uranus), cerul, și Terra (echivalentul roman al lui Gaia), pământul. Hesiod este un poet grec care a trăit în jurul anului 700ÎH. El a scris că Saturn a obținut puterea tatălui său Caelus și a depășit-o. Și totuși era prezis ca într-o zi unul dintre fiii lui Saturn să se întoarcă împotriva sa, de aceea Saturn și-a devorat toți fiii când se nășteau pentru a preveni acest lucru. Soția lui Saturn, Ops, adesea confundată cu divinitatea greacă Rhea, l-a ascuns pe al șaselea fiu, Jupiter, pe insula Creta și i-a oferit lui Saturn un bolovan învelit în haine de copil. Saturn l-a devorat imediat. Mai târziu, Jupiter s-a întors împotriva lui Saturn și a celorlalți titani, devenind astfel cea mai puternică divinitate din univers.
În memoria Epocii de aur, o epocă în care domina Saturn, exista o sărbătoare numită Saturnalia în jurul solstițiului de iarnă. Inițial, această sărbătoare dura o zi și se sărbătorea pe 17 decembrie, dar mai târziu această sărbătoare dura o saptămână întreagă.
De-a lungul timpului, Saturn s-a schimbat mult față de mitologia greacă, el fiind întotdeauna una dintre puținele divinități romane celebrate și care și-au clădit o funcție. Așa cum a spus și Thomas Paine:
Este imposibil pentru noi să știm când a început mitologia; dar este evident că nu se termină în același stat în care a început. Toți zeii mitologici, cu excepția lui Saturn, au fost invenții moderne. Regimul lui Saturn a fost o prioritate pentru ceea ce se numește astăzi mitologie, și a fost un tip de religie în care este admisă credința într-un singur zeu. Saturn ar fi trebuit să abdice în fața celor trei fii și o fiică: Jupiter, Pluto, Neptun si Juno; dupa aceea mii de zei și semizei au fost creați imaginar, iar calendarul zeilor a crescut la fel de repede ca și calendarul sfinților

## Mitologia lui Saturn
În Babilon el se numea Nimib și era o divinitate a agriculturii. Saturn, numit Cronos de către greci, la sfârșitul erei zeilor, era ocrotitorul semănătorilor și al culturilor, iar soția sa, Ops, era ajutorul culegătorilor. Saturn a fost unul dintre cei șapte titani sau Numiani și împreuna cu ei a stăpânit universul. Titanii erau uimitori de mari și aveau puteri extraordinare, dar, cu toate acestea, au fost distruși de către Jupiter.
Primii locuitori ai universului au fost copiii Terra (mama, pământul) și Caelus (tatăl, cerul). Aceste creaturi erau foarte mari, dar fără abilități umane. Ei aveau calitățile: cutremurele, Uraganele și vulcanii, dar locuiau într-un loc unde nu exista viață încă. Erau doar forțe ale naturii, care au creat mările și munții. Trei dintre aceste creaturi erau monstruoase, având 100 de mâini și 50 de capete. Alte trei au fost numite ciclopi pentru că aveau doar un ochi mare in mijlocul frunții. Apoi au fost Titanii, șapte dintre ei fiind extrem de mari, niciunul neputând fi distrus natural. Unul a fost creat pentru a salva oamenii după creație.
Caelus ura copiii cu cincizeci de capete. Când se năștea câte unul îl punea sub pământ. Terra a fost înfuriată de comportamentul fiilor săi și de tatăl lor și i-a implorat pe ciclopi si pe Titani să o ajute să pună capăt acestui comportament. Un singur Titan, Saturn, a răspuns. Saturn l-a așteptat pe tatăl său și l-a castrat cu secerea. Din sângele lui Caelus au ieșit giganții, a patra generatie de monștri, și Eniryes al cărui scop era să-i pedepsească pe păcătoși. Au fost menționați ca fiind "Cei care merg în întuneric" și se credea că au șerpi în loc de păr și că plângeau cu sânge.
După ce și-a omorât tatăl, Saturn a devenit stăpânul universului alături de sora sa, Ops, care i-a devenit și soție.
Era prezis ca într-o zi Saturn să își piardă puterile când unul dintre fiii săi se va întoarce împotriva sa. Pentru ca acest lucru să nu se intâmple, de fiecare dată când Ops năștea câte un copil, Saturn îl devora. Când s-a născut al șaselea copil, Jupiter(Zeus), Ops l-a ascuns departe, pe insula Creta. Apoi a învelit o piatră în haine de copil. Înșelăciunea sa a fost completă când Saturn a devorat piatra crezând că este copilul. Când Jupiter a crescut, el a devenit purtătorul de cupe al tatălui său. Cu ajutorul lui Gaia, bunica sa, Jupiter i-a dat tatălui său o poțiune prin care acesta i-a scuipat înapoi pe toți cei cinci fii ai săi, pe care îi înghițise: Vesta, Ceres, Juno, Pluto si Neptun.

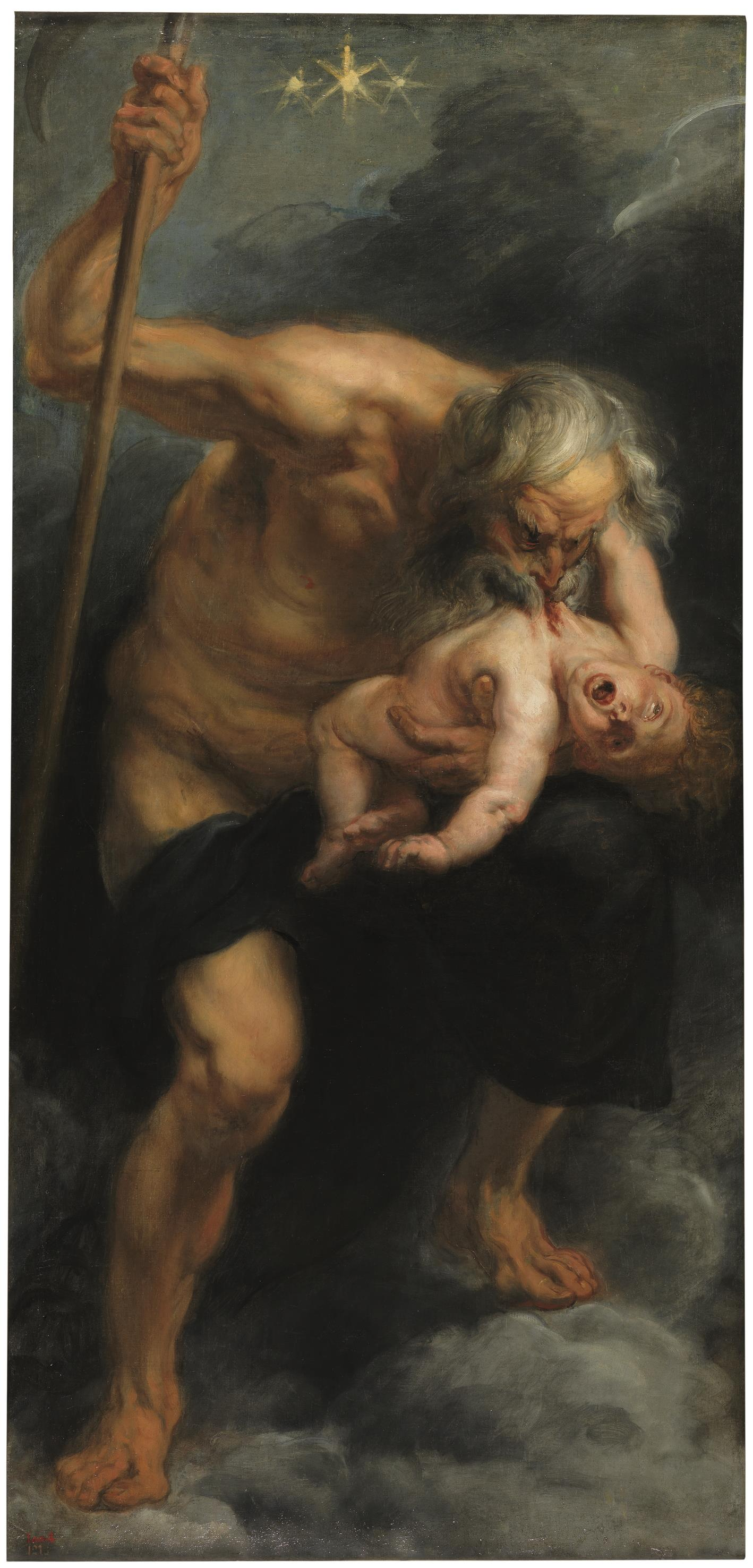
Saturn devorându-și unul dintre copii

Atunci un devastator război a început, un război care aproape a distrus universul, între Saturn și frații săi contra lui Jupiter și frații săi. Jupiter l-a convins pe monstrul cu șapte capete să lupte alături de ei. L-a convins, de asemenea, si pe Titanul Prometeu să lupte alături de ei. Jupiter a învins și Olimpul a devenit locul său de domnie. Saturn și frații săi au fost închiși în Tartar, o regiune întunecată de la capătul pământului.
În mitologia romană, după ce Jupiter a ajuns la putere, Saturn s-a dus la Roma și a instaurat Era de Aur, un loc perfect și armonios care a durat cât timp el a domnit. În memoria Erei de Aur se sărbătorea Saturnalia în perioada solsțitiului de iarnă. În această perioadă nu se putea declara război, nu se puteau venera zei, și era o perioadă în care se făceau daruri. Acesta reprezenta egalitatea, și era o perioadă în care toți oamenii erau la același nivel. Crăciunul a adoptat această sărbătoare și a rămas Craciun. Când festivalul se încheia, colectorii de taxe apăreau, strângeau toți banii, iar aceștia reveneau guvernului și proprietarilor.